# Tim Gajser
Tim Gajser (Ptuj, 8 de setembro de 1996) é um piloto de motocross esloveno, que compete no Campeonato Mundial de Motocross.

## Carreira
Tim Gajser é filho de Bogomir Gajser tambem um piloto de motocross, começou em 2007 a pilotar profissionalmente.